# Сандра Елкасевич
Сандра Елкасевич (хорв. Sandra Elkasević; дошлюбне прізвище — Перкович (хорв. Perković); нар. 21 червня 1990) — хорватська легкоатлетка, яка спеціалузіється в метанні диска, багаторазова чемпіонка Олімпійських ігор, світу та Європи.

## Із життєпису
У 2011 Перкович була дискваліфікована на 6 місяців за порушення антидопінгових правил. Внаслідок цього вона була змушена пропустити чемпіонат світу, а її наккращий на той момент результат в сезоні (69,99) був анульований.
Золоту олімпійську медаль та звання олімпійської чемпіонки Перкович виборола у 2012 на лондонській Олімпіаді, а через чотири роки на Олімпіаді в Ріо-де-Жанейро вона повторила олімпійський успіх.
19 липня 2017 на змаганнях «Galà dei Castelli» в Беллінцоні метнула диск на 71,41. Це стало найкращим результатом в історії дисципліни за останні 25 років.
На світовій першості-2019 стала здобула «бронзу» в метанні диска.

## Виступи на Олімпіадах
| Олімпіада   | Дисципліна    | Місце |
| ----------- | ------------- | ----- |
| 2012 Лондон | метання диска | 1     |
| 2016 Ріо    | метання диска | 1     |
| 2020 Токіо  | метання диска | 4     |
| 2024 Париж  | метання диска | 3     |